# فيلهلم أوغوست روت
فيلهلم أوغوست روت (و. 1833 – 1892 م) هو طبيب، وأستاذ جامعي ألماني، ولد في لوبن، توفي في درسدن، عن عمر يناهز 59 عاماً.